# Fritz Klingenberg
Fritz Paul Heinrich Otto Klingenberg (Rövershagen, 17 december 1912 - Herxheim bei Landau, 23 maart 1945) was een Duitse SS-Standartenführer in de Waffen-SS. Hij werd het meest bekend door het veroveren van de hoofdstad Belgrado in Joegoslavië met zes manschappen, hiervoor werd hij met het Ridderkruis van het IJzeren Kruis onderscheiden.

## Leven
Klingenberg werd op 17 december 1912 geboren in Rövershagen, Mecklenburg-Voor-Pommeren. Hij studeerde in 1935 als een van de eerste officieren van de SS af aan de SS-Junkerschule (1. Lehrgang) in Bad Tölz af, en werd op 20 april 1935 tot SS-Untersturmführer bevorderd.

### De verovering van Belgrado
In het begin van 1941 nam Klingenberg met zijn troepen deel aan de invasie van Joegoslavië. Het doel was om zo snel mogelijk Joegoslavië binnen te dringen, en dan Griekenland aan te vallen. Klingenberg negeerde zijn orders, en besloot om naar Belgrado op te rukken, met zijn eenheid ver vooruit op de Wehrmacht. Hij zocht een boot en stak de rivier over, dit met de intentie om met een redelijk strijdmacht over te varen. Helaas zonk de boot en hij bleef met zes manschappen achter. Onverwachts liep Klingenberg tegen Joegoslavische troepen aan, die een dronken Duitse toerist opgepakt hadden. Na een aantal vuurgevechten, had de Duitse groep zelf geen gewonden, maar had wel een aantal Joegoslavische troepen gevangengenomen. De groep verplaatste zich met de toerist en hun krijgsgevangenen naar het centrum van de stad. Daar hingen ze de Duitse vlag op. De burgemeester kwam naar buiten om ze te ontmoeten, Klingenberg overblufte de burgemeester en zei dat er een artilleriebeschieting en een luchtaanval aanstaande was. De burgemeester gaf hierop de stad op 13 april over. Op dat punt arriveerden nog meer troepen van Klingenberg, die hun aanwezigheid duidelijk kenbaar maakten. Ze deden alsof er nog meer troepen aankwamen.

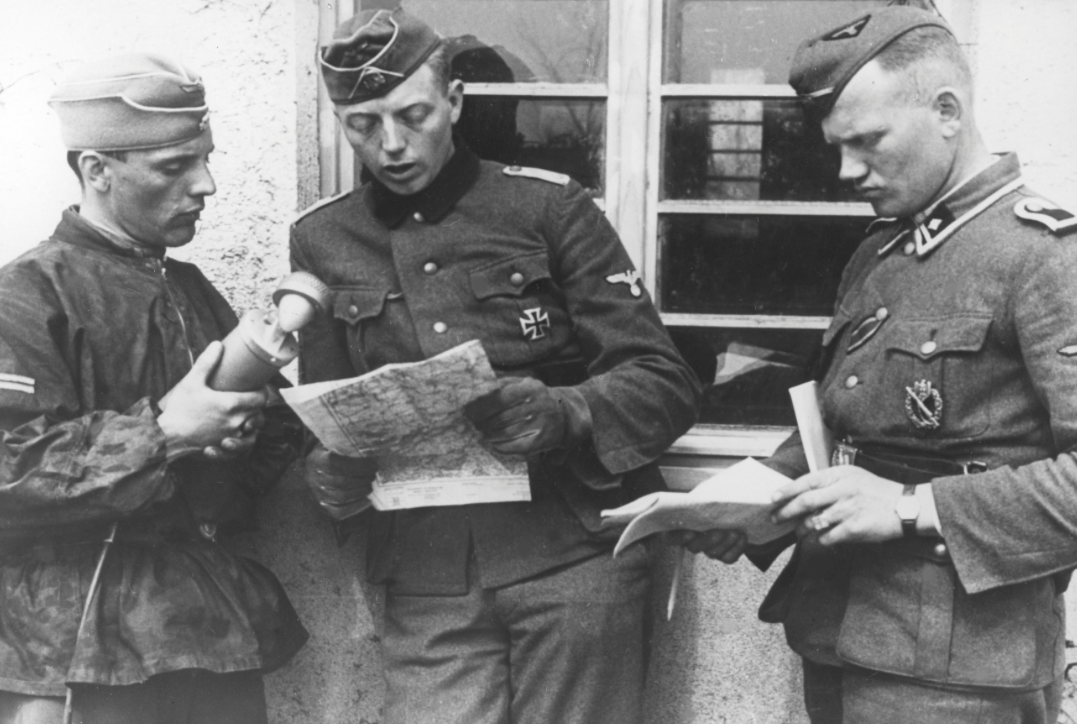
SS-Untersturmführer Fritz Klinkenberg wordt door een Kriegsberichter geïnterviewd over de verovering van Belgrado.

### Dood
Op 21 december 1944 werd Klingenberg tot SS-Standartenführer bevorderd, en twee weken later (12 januari 1945) werd hij tot commandant van het 17. SS-Panzergrenadier-Division Götz von Berlichingen benoemd. De divisie werd gekoppeld aan het XIII SS Korps, die het zuidwesten van Saarbrücken tegen het XV Korps probeerden te verdedigen. Op 23 maart 1945 kwam hij in de buurt van Herxheim in de Palts om het leven. Hij is begraven op het Duitse oorlogskerkhof van Andilly, in Frankrijk.

## Familie
Klingenberg was verloofd met de dochter van de SS-Obergruppenführer en Generaal bij de Waffen-SS Walter Krüger. In een routinematige raciale onderzoek werd ontdekt dat Krüger zijn vrouw een volledig Joodse voorouders daterend terug tot 1711 had. Daarom kreeg Klingenberg geen toestemming op zijn SS-huwelijksaanvraag om zijn raciaal onzuivere verloofde te trouwen. Volgens zijn personeelsdossier is hij hierna ook nooit meer getrouwd.

## Militaire carrière
- SS-Oberführer: postuum onbevestigd[11]
- SS-Standartenführer: 21 december 1944[5]
- SS-Obersturmbannführer: 21 december 1943[5]
- SS-Sturmbannführer: 1 september 1941[5][12]
- SS-Hauptsturmführer: 30 juni 1939[5]
- SS-Obersturmführer: 12 december 1937[5]
- SS-Untersturmführer: 20 april 1935[5][13]

## Lidmaatschapsnummers
- NSDAP-nr.: 851 328[5][13] (lid geworden 1 december 1931)
- SS-nr.: 51 487[5][13] (lid geworden 14 november 1932)

## Onderscheidingen
- Ridderkruis van het IJzeren Kruis op 14 mei 1941 als SS-Haupsturmführer en Chef 2./ SS-Kradschützen-Bataillon "Reich"/ SS-Division "Reich"/ XXXXI.Armeekorps/ 12.Armee[3][5][14]
- Duits Kruis in goud op 28 april 1944 als SS-Obersturmbannführer in de 2.SS-Panzer-Division "Das Reich"[3][5]
- IJzeren Kruis 1939, 1e Klasse[12] (24 juni 1940[3][5]) en 2e Klasse[12] (23 juni 1940[3][5])
- Gewondeninsigne 1939 in zwart op 19 oktober 1941[5]
- SS-Ehrenring[12]
- Ehrendegen des Reichsführers-SS[12]
- Julleuchter der SS op 16 december 1935[5]
- Hij werd eenmaal genoemd in het Wehrmachtsbericht. Dat gebeurde op:
- 13 april 1941[5][15]